# Pabo
Pabo (auch Babo oder auch mit dem Zusatz Graf; † nach 860) war ab 840 Verwalter der fränkischen Grafschaft Karantanien im Bairischen Ostland und gehörte wahrscheinlich zum Geschlecht der Wilhelminer. 
Er war einer der höchsten Amts- und Herrschaftsträgern Baierns unter dem ostfränkischen König Ludwig dem Deutschen. Politisch unterstand er dem Präfekten des Ostlandes.

## Leben und Wirken
828 wurde das slawische Herzogtum Karantanien in eine fränkische Grafschaft umgewandelt. Pabo war nach Helmwin und Albgar der dritte Graf Karantaniens. Möglicherweise waren zu jener Zeit mehrere gleichrangige Grafen in der Mark Karantanien tätig. Auf Bitte Pabos schenkte König Ludwig der Deutsche dem Grafen Witigowo Grundbesitz im Admonttal.
Er hatte erheblichen Einfluss auf die Politik im Bairischen Ostland. Auf die Bitte Pabos, des Grafen Werner und des Regensburger Bischofs Baturich schenkte 844 König Ludwig der Deutsche dem Priester Dominicus ein Gut bei Brunnaron im heutigen Burgenland. 848 nahm er gemeinsam mit den höchsten bairischen Würdenträgern an der Verleihung des Pannonischen Fürstentums an den Fürsten Pribina in Regensburg teil.
856 wurde der Königssohn Karlmann als Präfekt der Ostmark eingesetzt, womit Pabo nicht einverstanden war. Dennoch teilte Pabo vorerst nicht das Schicksal einiger anderer Grafen, die von Karlmann abgesetzt wurden, denn auch 859 urkundete der König noch einmal auf Fürsprache Pabos. Erst 861, als Karlmann begann, eine selbständige Politik in der Ostmark zu betreiben, verlor Pabo seine Grafschaft. Pabo wurde von Karlmann vertrieben und durch Graf Gundakar ersetzt. Pabo floh nach Salzburg, wo er wahrscheinlich Eigengüter hatte. In Salzburg weilte zu jener Zeit der König, an dessen Hof heftig Stimmung gegen den Königssohn gemacht wurde.